# Gian-Piero Ringel
Pour les articles homonymes, voir Ringel (homonymie).
Gian-Piero Ringel, né en 1976 à Göppingen, au Bade-Wurtemberg, est un producteur allemand de cinéma.

## Biographie
Gian Piero Ringel étudie la production à l'Académie allemande du film et de la télévision de Berlin.
Avec Wim Wenders, il fonde en 2008 la Neue Road Movies.

## Filmographie partielle
- 2011 : Pina de Wim Wenders
- 2012 : Rendez-vous à Palerme de Wim Wenders
- 2014 : Every Thing Will Be Fine de Wim Wenders

## Prix et récompenses
- 2012 : 84e cérémonie des Oscars : nomination à l'Oscar du meilleur film documentaire pour Pina